# Dị ứng đậu phụng
Dị ứng đậu phụng, dị ứng đậu phộng hoặc dị ứng lạc là một loại dị ứng thực phẩm với đậu phụng. Nó khác với các dị ứng hạt. Triệu chứng thể chất của phản ứng dị ứng có thể bao gồm ngứa, mề đay, phù, chàm, hắt hơi, hen suyễn, đau bụng, hạ huyết áp, tiêu chảy, và ngừng tim. Phản vệ có thể xảy ra.
Nó do một phản ứng quá mẫn type I của hệ miễn dịch ở những người mẫn cảm. Dị ứng được công nhận "là một trong những loại dị ứng thực phẩm nghiêm trọng nhất do sự phổ biến, tính dai dẳng, và mức độ trầm trọng của phản ứng dị ứng."
Việc phòng ngừa có thể thực hiện từng phần bằng cách sớm đưa đậu phụng và khẩu phần ăn của phụ nữ mang thai và trẻ nhỏ. Phương pháp điều trị chính trong phản vệ là tiêm một liều epinephrine.
Tại Hoa Kỳ, có 0.6% dân số bị dị ứng đậu phụng. Nó là một nguyên nhân phổ biến của tử vong do thực phẩm và những phản ứng dị ứng gần tử vong.

## Dấu hiệu và triệu chứng
Các triệu chứng của dị ứng đậu phụng có liên quan tới phản ứng của Immunoglobulin E (IgE) và các độc tố phản vệ tác động để giải phóng histamin và các chất trung gian (mediator) khác từ những tế bào mast (sự mất hạt nhỏ của bạch cầu). Ngoài các tác dụng khác, histamin gây giãn tiểu động mạch và co thắt tiểu phế quản trong phổi, còn được gọi là co thắt phế quản. Có ít nhất 11 dị ứng nguyên trong đậu phụng đã được mô tả.
Các triệu chứng có thể bao gồm ngứa nhẹ, nổi mề đay, phù mạch, sưng mặt, viêm mũi, nôn mửa, tiêu chảy, đau bụng cấp, viêm da cơ địa (atopic eczema) trầm trọng, hen suyễn và ngừng tim. Phản vệ có thể xảy ra.